# گورگن بوریان
گورگن میکائلی بوریان (ارمنی: Գուրգեն Միքայելի Բորյան؛ انگلیسی: Gurgen Mikayeli Boryan; زاده ۲۰ ژوئن ۱۹۱۵ – درگذشته ۱۵ آوریل ۱۹۷۱) یک شاعر، مترجم و نمایش‌نامه‌نویس اهل ارمنستان بود.

## زندگی‌نامه
وی در شوشی به دنیا آمد و تحصیلات عالی خویش را در انستیتو ماکسیم گورکی مسکو در رشته ادبیات به اتمام رسانید. پیشه نویسندگی را در سال ۱۹۳۰ آغاز نمود و نخستین مجموعه اشعار خویش را در سال ۱۹۳۷ به چاپ رساند. بین سال‌های ۱۹۳۸ تا ۱۹۴۱ ویراستار Grakan Tert بود. وی پدیدآورنده مجموعه اشعار «راهی به سوی دریا» "The way to the sea" (۱۹۴۰), «برگزیده آثار» "Selected works" (۱۹۵۳), «اشعار» "Poems" (۱۹۵۴) «اری یا نه» "Yes and no" (اشعاری برای کودکان ۱۹۵۵), نمایشنامه‌های «زیر سقف یکسان» "Under the same roof" (۱۹۵۷) و «خانه‌ای در کنار جاده» "House on the roads" که توسط تئاتر سوندوکیان ایروان اجرا شده‌است؛ و دو مرتبه بین سال‌های ۱۹۳۸–۴۱ و ۱۹۵۰–۵۴ سمت دبیری اتحادیه نویسندگان ارمنستان شوروی را برعهده داشت؛ و از سال ۱۹۶۸ تا زمان فوتش معاون وزیر فرهنگ ارمنستان شوروی بود. فیلم «برادران سارویان» ("Saroyan brothers") محصول آرمن‌فیلم بر اساس نمایشنامه مشهوری از بارویان ساخته شده‌است.

## نگارخانه

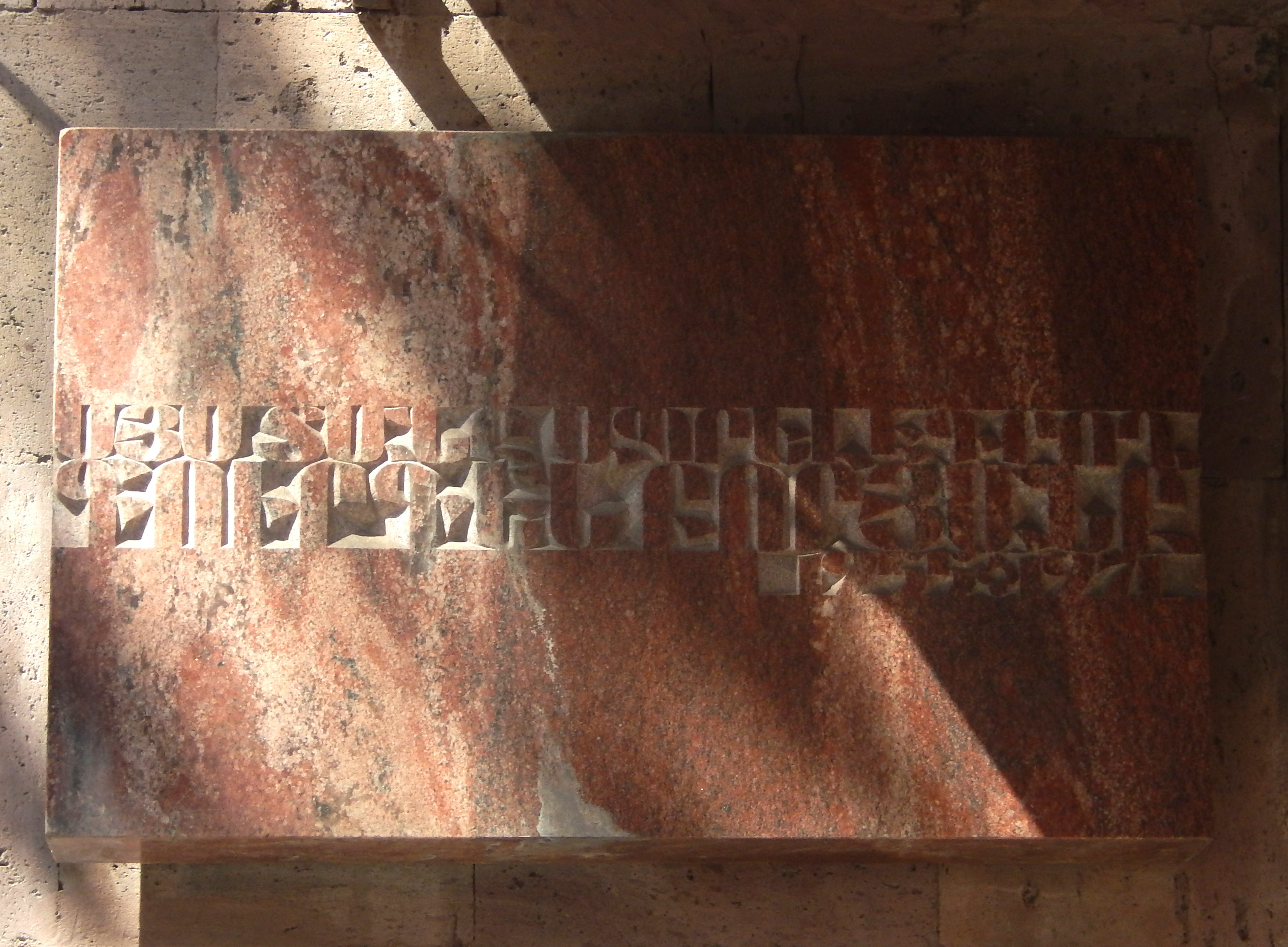